# Vedrijan
Vedrijan – wieś w Słowenii, w gminie Brda. W 2018 roku liczyła 178 mieszkańców.